# Hoplitis pungens
Hoplitis pungens là một loài Hymenoptera trong họ Megachilidae. Loài này được Benoist mô tả khoa học năm 1929.